# Asghar Modir Rosta
Ali Asghar Modir Rosta (in persiano اصغر مدیرروستا‎; Teheran, 25 luglio 1968) è un allenatore di calcio, ex calciatore ed ex giocatore di calcio a 5 iraniano.

## Carriera
Come massimo riconoscimento in carriera vanta la partecipazione, con la Nazionale di calcio a 5 dell'Iran, al FIFA Futsal World Championship 1992 a Hong Kong nel quale la selezione persiana è stata eliminata solamente in semifinale, perdendo poi la finalina per il terzo posto contro la Spagna.